# Валтер I фон Ешенбах
Валтер I фон Ешенбах-Шнабелбург (на немски: Walter I von Eschenbach-Schnabelburg; † сл. 1185) от род Ешенбах е фрайхер на Ешенбах-Шнабелбург в кантон Люцерн в Швейцария.

## Биография
Той е син на Аделхайд фон Ешенбах († сл. 1168), сестра на Конрад, епископ на Страсбург (1179 – 1180), дъщеря на Дитрих фон Ешенбах/Дидерикус де Геролдсек († 1137) и съпругата му Берта († 1137). Брат е на Конрад, абат на Мурбах, и на Улрих, пропст в Люцерн.
Валтер I фон Ешенбах строи замък Шнабелбург (ок. 1150), град Люцерн (вероятно ок. 1178). Валтер I фон Ешенбах и император Фридрих I Барбароса са през 1173 г. в замък Ленцбург, по случай смъртта на Улрих IV, последният граф фон Ленцбург. През 1185 г. Валтер I се нарича за пръв път на новопостроения замък Шнабелбург (на Албис при Цюрих) фон Ешенбах-Шнабелбург.
Чрез женитбата си с Аделхайд фон Шварценберг (в Брайзгау) той влиза в успешен контакт с херцозите фон Церингите и е в тяхната свита. Те му дават териториите на имперския фогтай Цюрих между Цюрихзе и Ройстал. Род Ешенбах бързо се издига като значителен господарски род.
През 1218 г. умира последният херцог от Церингите и така започва икономическото падение на господарите фон Ешенбах-Шнабелбург.

## Фамилия
Валтер I фон Ешенбах-Шнабелбург се жени за Аделхайд фон Шварценберг (в Брайзгау) († 30 май 1189), дъщеря на Валтер I фон Шварценберг и Аделаида фон Шварценберг. Те имат децата:
- дъщеря Матилда († пр. 10 февруари 1251), омъжена за граф Хуго I фон Монфорт-Брегенц († 1230/1234), син на пфалцграф Хуго II фон Тюбинген († 1182) и Елизабет фон Брегенц († 1216)
- Валтер II фон Ешенбах († 1226), фрайхер на Ешенбах, женен за Ита фон Оберхофен († сл. 1227), дъщеря на Вернер фон Оберхофен
- Берхтолд I фон Шнабелбург († 2 юни 1225), фрайхер на Шнабелбург, женен за фон Клинген
- Лукардис фон Ешенбах († сл. 1250), омъжена за Бурхард фон Узпенен
- Аделхайд фон Ешенбах, омъжена за фон Рогенбах?
- Хедвиг фон Ешенбах
- Лютгард фон Ешенбах, омъжена за Конрад фон Узпенен
- Конрад фон Ешенбах, женен за Матилда